# 梁泉寺
梁泉寺，是一座位於朝鮮咸鏡南道高原郡樂泉里的佛寺，為該國的國寶之一。佛寺建於公元753年，由大雄殿、萬歲樓和無量壽殿組成。其中，大雄殿和萬歲樓分別於1636年和1729年重建。據介紹，大雄殿的丹青最為豐富，內容包括佛像、自然景觀，以及當時和尚與農民的生活。2002年6月1日，時任最高領導人金正日曾到訪梁泉寺，指佛寺具有重要的文化價值。

## 資料來源
1. ↑  "梁泉寺" 《今日朝鮮》 2018.04 P.49
2. ↑  Ri Ki Ung; Pyon Ryong Mun; Kim Su Yong. . Pyongyang: Cultural Preservation Agency. 2002.